# جب الجراح
جب الجراح (به عربی: جب الجراح) یک منطقهٔ مسکونی در سوریه است که در شهرستان المخرم واقع شده‌است.

## خصوصیات
جب الجراح ۲٬۲۵۵ نفر جمعیت دارد.